# Taux annuel glissant
Le taux annuel glissant ou TAG est le taux moyen capitalisé des EONIA sur une période de 1 à 12 mois.
Il est calculé par la capitalisation des moyennes mensuelles des EONIA de la période de référence.
Il est publié, avec quatre décimales, par la Fédération bancaire française le premier jour ouvré suivant la période de référence. 